# Elecciones estatales de Yucatán de 1998
Las elecciones estatales de Yucatán de 1998 se llevó a cabo el domingo 24 de mayo de 1998, y en ellas se renovarón los cargos de elección popular en el estado mexicano de Yucatán:
- 106 Ayuntamientos. Formados por un Presidente Municipal y regidores, electo para un período de tres años no reelegibles para un período inmediato.
- 25 diputados al Congreso del Estado. 15 Diputados electos por mayoría relativa de cada uno de los distritos electorales y 10 electos por el principio de representación proporcional.[1]

## Resultados electorales

### Ayuntamientos

#### Municipio de Mérida
- Xavier Abreu Sierra  Hecho

#### Municipio de Dzemul
- Ivonne Ortega Pacheco  Hecho

#### Municipio de Umán
Jesús Adrián quintal

#### Municipio de Motul
- Juan Antonio Centeno y Sánchez  Hecho

| Predecesor: Elecciones estatales de Yucatán de 1995 | Elecciones estatales de Yucatán 1998 | Sucesor: Elecciones estatales de Yucatán de 2001 |